# Deverall Island
Deverall Island ist eine kleine und vereiste Insel in der antarktischen Ross Dependency. Sie liegt rund 4,5 km östlich der Shackleton-Küste, ist der Beaumont Bay nordöstlich vorgelagert, und ist vollständig vom Ross-Schelfeis umschlossen.
Deverall Island gilt als die südlichste Insel der Erde.
Teilnehmer der von 1960 bis 1961 durchgeführten Kampagne im Rahmen der New Zealand Geological Survey Antarctic Expedition benannten sie nach William Harold Deverall (1924–2011), neuseeländischer Funker auf der Scott Base im Jahr 1961.